# یاستی قلعه
یاستی قلعه یک روستا در ایران است که در استان زنجان واقع شده‌است. یاستی قلعه ۱۷۰ نفر جمعیت دارد.